# Seyni Garba

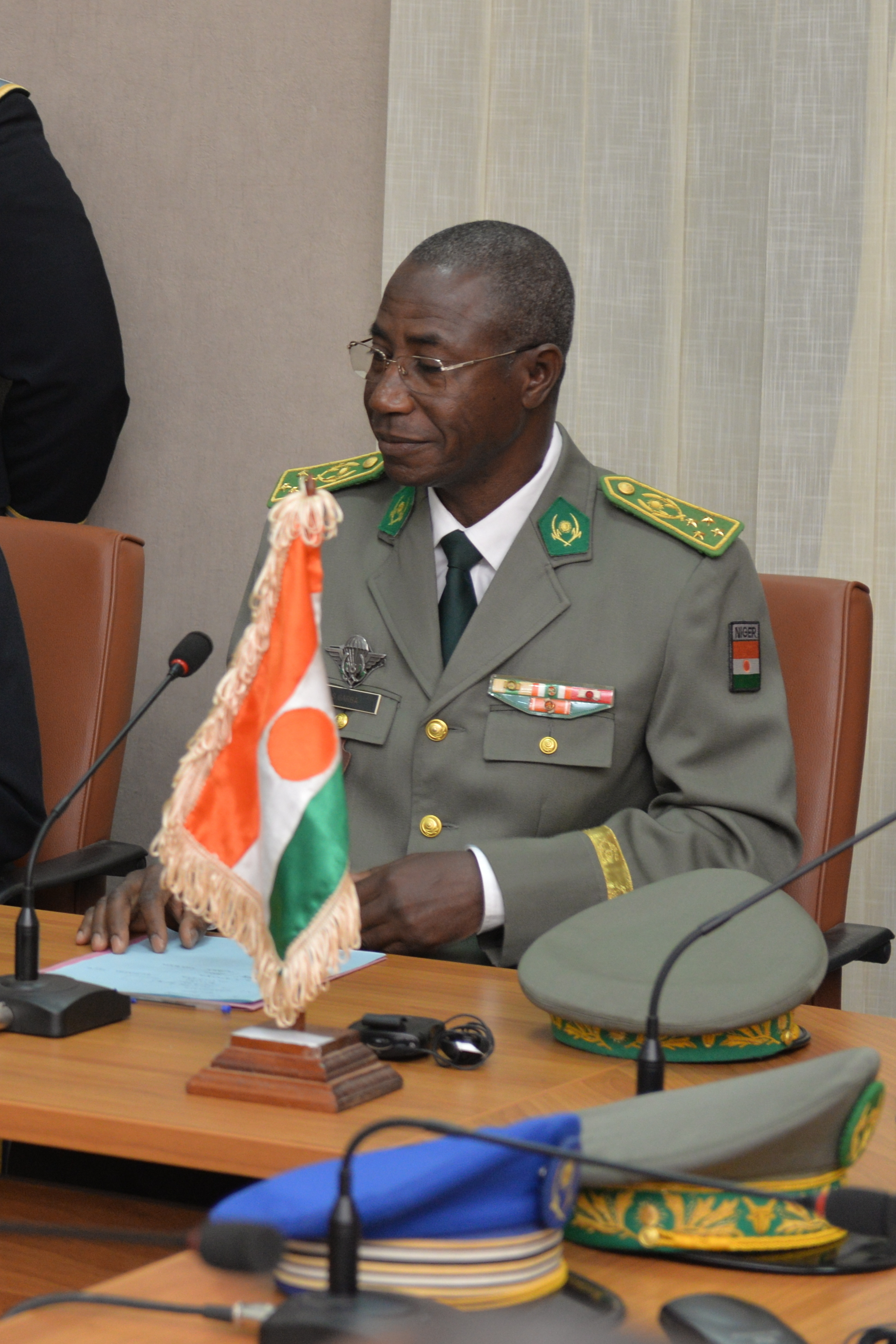
Seyni Garba (2017)

Seyni Garba (* 1. Januar 1953 in Garankédey) ist ein nigrischer Offizier und Diplomat.

## Leben
Seyni Garba besuchte die Grundschule in seinem Geburtsort Garankédey und die Mittelschule in Dosso. Danach ging er auf das Lycée Issa Korombé in Niamey. Er begann 1974 ein Studium der Mathematik und Physik an der Universität Niamey, bis er 1975 in die Nigrischen Streitkräfte eintrat und eine dreijährige militärische Ausbildung in Frankreich, unter anderem an der Militärschule Saint-Cyr, absolvierte. 
Im Zuge seiner Laufbahn bei der Nigrischen Streitkräften war Garba Kommandant verschiedener Fallschirm-Kompanien. 1990 wurde er Kommandant der Verteidigungszone Nr. 1 und des Ausbildungsverbands in Tondibiah. Nach dem Putsch in Mali 1991 wirkte er bis 1994 als nigrischer Vertreter am Friedensprozess mit. Unter Staatspräsident Ibrahim Baré Maïnassara war er von 1996 bis 1997 sowie 1999 stellvertretender Chef des Generalstabs.
Garba übernahm 1999 das Amt des Hochkommissars für die Wiederherstellung des Friedens, das er bis 2003 innehatte. In dieser Funktion war er mit der Umsetzung der Friedensabkommen zwischen der Regierung Nigers und ehemaligen paramilitärischen Gruppierungen betraut. Er organisierte im Jahr 2000 die „Flamme des Friedens“ genannte Zeremonie der Verbrennung von Waffen der Paramilitärs. Ein weiteres, vom Entwicklungsprogramm der Vereinten Nationen unterstütztes Programm im Jahr 2002 sah die Einsammlung illegaler Waffen in Diffa und N’Guigmi in Verbindung mit einem Amnestiegesetz vor.
Von 2003 bis 2010 war Seyni Garba erneut stellvertretender Chef des Generalstabs. Er erreichte 2006 den Rang eines Brigadegenerals. Nach dem Staatsstreich durch Salou Djibo wurde er 2010 von jenem zum Divisionsgeneral befördert und zugleich zum Generalinspektor der Nigrischen Streitkräfte und der Nationalgendarmerie ernannt. Noch im selben Jahr erfolgte Garbas Berufung zum Botschafter Nigers in Marokko. Salou Djibos Nachfolger, Staatspräsident Mahamadou Issoufou, ernannte Seyni Garba 2010 in der Nachfolge von Salou Souleymane zum Chef des Generalstabs. Unter seiner Führung kämpften die Streitkräfte gegen die Terrorgruppe Boko Haram. Garba ging 2018 bei den Streitkräften in den Ruhestand. Als Chef des Generalstabs folgte ihm Ahmed Mohamed nach. Garba wurde 2021 zum Botschafter Nigers in der Volksrepublik China ernannt.
Seiny Garba ist verheiratet und hat fünf Kinder.

## Ehrungen
- Großoffizier des Nationalordens Nigers
- Kommandeur des Ouissam Alaouite
- Offizier des Verdienstordens Nigers
- Offizier der Ehrenlegion[1]